# Tipula (Arctotipula) hovsgolensis
Tipula (Arctotipula) hovsgolensis is een tweevleugelige uit de familie langpootmuggen (Tipulidae). De soort komt voor in het Palearctisch gebied.